# Fédération iranienne de rugby à XV
La Fédération iranienne de rugby à XV (officiellement en persan : انجمن راگبی جمهوری اسلامی ایران, en anglais : Iran Rugby Federation) est l'instance qui régit l'organisation du rugby à XV en Iran.

## Historique
Les activités liées au rugby à XV en Iran sont officiellement administrées à partir de 1996. En 2000, un comité est formé sous la supervision de la Fédération iranienne de baseball et de softball (en),. Aucune équipe nationale n'est néanmoins créée dans l'immédiat, les autorités gouvernementales de la république islamique d'Iran considérant le rugby comme une version dérivée du football américain ; l'ovalie pâtit alors de la politique relative aux relations entre les États-Unis et l'Iran. L'entité rejoint néanmoins l'Asian Rugby Football Union, organisme continental du rugby, en novembre 2005.
Cette confusion entre le rugby et le football américain disparaît ensuite avec les années ; une structure entièrement destinée à l'administration du rugby iranien est créée en 2007. La fédération prend le statut d'association en 2011, et œuvre depuis auprès de la Fédération iranienne des associations sportives (en).
Le 25 novembre 2010, elle devient membre associé de l'International Rugby Board, organisme international du rugby,,. Elle met alors en place, en association avec cette dernière, la campagne de développement « Try and Stop Us », qui contribue notamment à la croissance de la pratique féminine du rugby dans le pays.
En novembre 2021, la fédération acquiert le statut de membre à part entière au sein de l'organisme international World Rugby,.
En 2023, l'organisme acquiert le statut de fédération nationale par arrêté du ministère du Sport et de la Jeunesse (en), et porte alors le nom de Iran Rugby Federation,.

## Identité visuelle

Évolution du logo
Ancien logo.
Ancien logo jusqu'en 2023.

## Présidents
Parmi les personnes se succédant au poste de président de la fédération, on retrouve :
- Hassan Mirza Aghabeik[8]
- Mir Mehdi Hosseini[11]